# Zatrachys
Zatrachys és un gènere d'amfibi temnospòndil que va viure al Permià inferior. Les seves restes fòssils s'han trobat a Texas, Estats Units.